# Oliver de Croock
Oliver de Croock (* 19. Februar 1999 in Lugano) ist ein belgisch-schweizerischer Eishockeyspieler, der seit 2020 für die Mannschaft der Lawrence University in der III. Division der National Collegiate Athletic Association spielt.

## Karriere
Oliver de Croock begann seine Karriere als Eishockeyspieler in seiner Schweizer Geburtsstadt im Nachwuchsbereich des HC Lugano. Nachdem er 2014/15 beim HC Chiasso gespielt hatte, kehrte er nach Lugano zurück, wo er bis 2018 in der Elite Junior A, der höchsten Schweizer Nachwuchsliga auf dem Eis stand. 2018 wechselte er in die Vereinigten Staaten zum Minnesota Blue Ox in die United States Premier Hockey League. Seit 2019 spielt er für die Mannschaft der Lawrence University in der III. Division der National Collegiate Athletic Association.

### International
Im Juniorenbereich spielte de Croock, der über die belgische und die Schweizer Staatsangehörigkeit verfügt, für Belgien bei den U18-Weltmeisterschaften der Division II 2015, 2016 und 2017 sowie den U20-Weltmeisterschaften 2017 und 2018, als er zum besten Spieler seiner Mannschaft gewählt wurde, ebenfalls in der Division II.
Bei der Weltmeisterschaft 2019 spielte de Croock erstmals für das belgische Nationalteam.